# Кузнецов, Юрий Анатольевич (волейболист)
Ю́рий Анато́льевич Кузнецо́в (род. 1955) — советский волейболист, игрок сборной СССР (1979—1981). Обладатель Кубка мира 1981, двукратный чемпион Европы. Связующий. Мастер спорта международного класса (1979).
Волейболом начал заниматься в Ленинграде. Выступал за команды: 1975—1983 — «Автомобилист» (Ленинград), 1983—1989 — «Динамо» (Ленинград). Семикратный серебряный призёр чемпионатов СССР (1976—1982), бронзовый призёр первенства СССР 1975, двукратный победитель Кубка обладателей кубков ЕКВ (1981, 1982). Серебряный призёр Спартакиады народов СССР 1975 в составе сборной Ленинграда .
В сборной СССР в официальных соревнованиях выступал в 1979—1981 годах. В её составе: победитель розыгрыша Кубка мира 1981, двукратный чемпион Европы (1979, 1981).
С 1989 года выступал в Швеции за команду «Кунгэльв». Трёхкратный чемпион Швеции (1990—1993). Лучший игрок чемпионата Швеции 1996/1997.
После окончания игровой карьеры работал тренером в профсоюзных командах. В настоящее время проживает в Швеции, где также был на тренерской работе.